# Thomasomys cinereus
Thomasomys cinereus is een zoogdier uit de familie van de Cricetidae. De wetenschappelijke naam van de soort werd voor het eerst geldig gepubliceerd door Thomas in 1882.

## Voorkomen
De soort komt voor in Peru.